# 14632 Фленсбурґ
14632 Фленсбурґ (14632 Flensburg) — астероїд головного поясу, відкритий 11 листопада 1998 року.
Тіссеранів параметр щодо Юпітера — 3,348.